# Manuel Buarque de Macedo
Manuel Buarque de Macedo (Recife, 1 de março de 1837 — São João del-Rei, Minas Gerais, 29 de agosto de 1881) foi um engenheiro, jornalista, político, estadista, orador e polemista brasileiro.

## Biografia

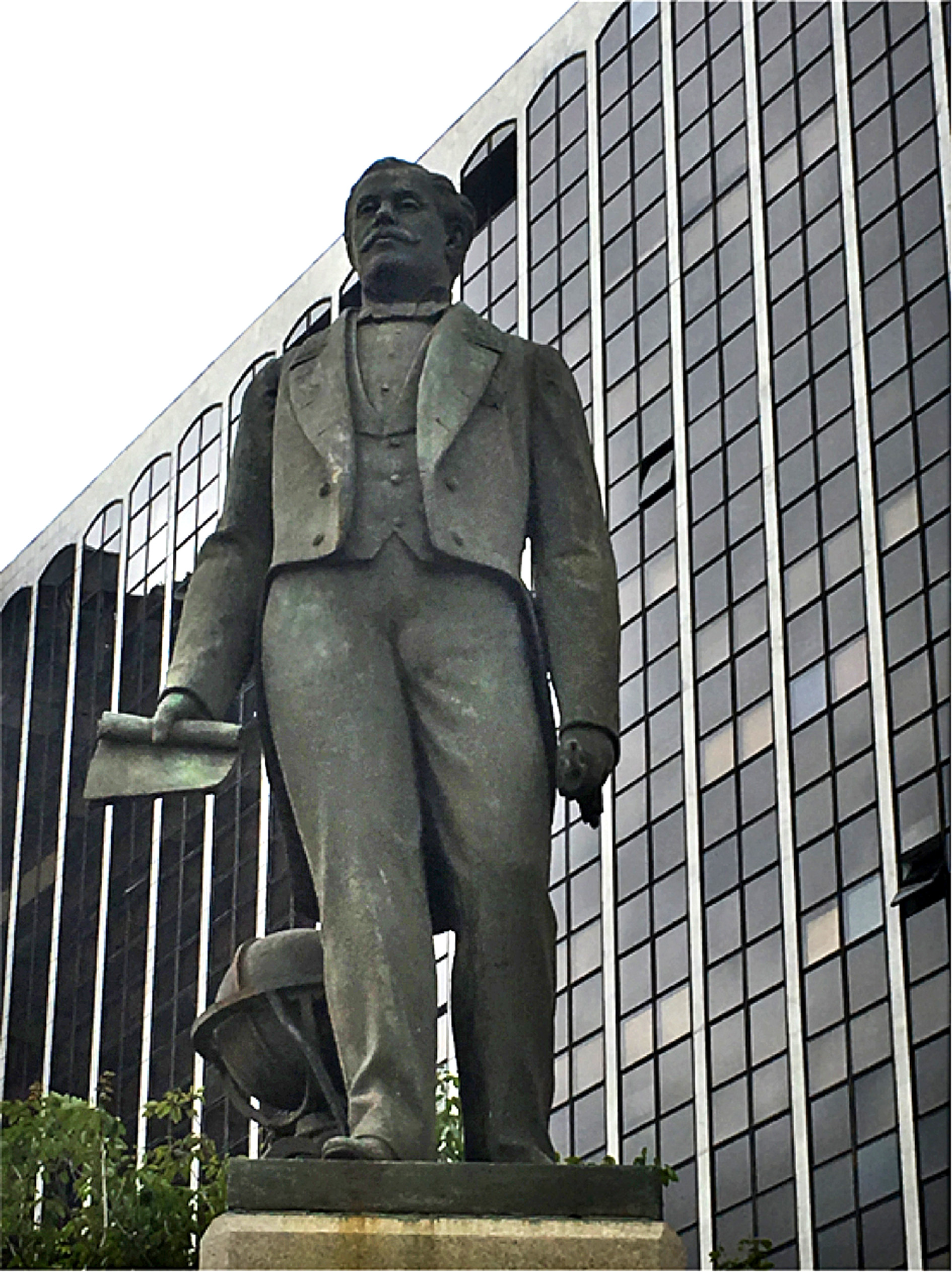
Estátua em ferro fundido de Buarque de Macedo.

Era bacharel em matemática pela antiga Escola Central do Rio de Janeiro e doutor em ciências políticas e administrativas pela Universidade de Bruxelas. Tinha o título de conselheiro do imperador Pedro II, membro do Instituto Politécnico Brasileiro, do Instituto dos Engenheiros Civis de Londres. Foi engenheiro da Estrada de Ferro Dom Pedro II, renomeada como Estrada de Ferro Central do Brasil devido à Proclamação da República. No gabinete liberal de 27 de março de 1880, organizado por José Antônio Saraiva, ocupou o cargo de Ministro da Agricultura e Secretário de Estado dos Negócios da Agricultura, Comércio e Obras Públicas, demonstrando profundo conhecimento nos negócios de sua pasta e imprimindo direção ativa e enérgica a todos os ramos de serviço. No dia 26 de agosto de 1881, seguiu Buarque de Macedo com o imperador Pedro II para assistir, em São João del-Rei, Minas Gerais, à inauguração da Estrada de Ferro Oeste de Minas, quando foi acometido de uma congestão pulmonar, consecutiva a um resfriamento que tivera na véspera, e faleceu na manhã do dia 29. Em Sítio, foi aconselhado pelo restante da comitiva, a tomar trem para Barbacena, para se tratar, ignorando o conselho. Na tarde do mesmo dia 29, seu corpo foi levado para a estação de São João del-Rei para ser destinado de volta à Corte. O imperador, que não cessou de prodigalizar o maior interesse na dolorosa situação em que se achou seu digníssimo ministro, logo depois de assistir seus últimos instantes, tomado de justo pesar, dispensou todos os festejos que lhe estavam preparados e recolheu-se ao palácio (Casa do Barão de São João del-Rei) em que estava hospedado não recebendo nem as pessoas que o iam cumprimentar.
Foi Ministro da Agricultura e, dentro do ministério, Secretário de Estado dos Negócios da Agricultura, Comércio e Obras Públicas, de 28 de março de 1880 a 31 de agosto de 1881 (ver Gabinete Saraiva de 1880).